# Koturić
Koturić falu Horvátországban Pozsega-Szlavónia megyében. Közigazgatásilag Pakráchoz tartozik.

## Fekvése
Pozsegától légvonalban 25, közúton 30 km-re északnyugatra, községközpontjától légvonalban 19, közúton 25 km-re északkeletre, Nyugat-Szlavóniában, a Papuk-hegység déli részén, a Koturicki-patak mentén fekszik.

## Története
A falu területe már a középkorban is lakott volt, azt bizonyítják a „Selište” nevű határrészén előkerült leletek, melyek középkori településre utalnak. A mai település török uralom idején keletkezett, amikor Boszniából érkezett pravoszláv vlachok betelepültek be ide. Első írásos említése 1698-ban „Koturich” alakban 10 portával a török uralom alól felszabadított települések összeírásában történt.
A 17. század végétől a török kiűzése után a területre folyamatosan telepítették be a keresztény lakosságot. Az első katonai felmérés térképén „Dorf Koturich” néven találjuk. Lipszky János 1808-ban Budán kiadott repertóriumában „Kotturich” néven szerepel. Nagy Lajos 1829-ben kiadott művében „Kotturich” néven összesen 15 házzal és 111 ortodox vallású lakossal találjuk.
1857-ben 231, 1910-ben 345 lakosa volt. 1910-ben a népszámlálás adatai szerint teljes lakossága szerb anyanyelvű volt. Pozsega vármegye Pakráci járásának része volt. Az első világháború után 1918-ban az új szerb-horvát-szlovén állam, majd később (1929-ben) Jugoszlávia része lett. 1991-ben teljes lakossága szerb nemzetiségű volt. A délszláv háború idején kezdettől fogva szerb ellenőrzés alatt volt. A horvát hadsereg 136. szalatnai dandárjának alakulatai az Orkan ’91 hadművelet második szakaszában 1991. december 25-én foglalták vissza. Szerb lakossága nagyrészt elmenekült. Véglegesen 1995 májusában a Villám hadművelettel került horvát kézre az akkor már lakatlan falu. 2011-ben mindössze 11 állandó lakosa volt.

## Lakossága
| Lakosság változása | Lakosság változása | Lakosság változása | Lakosság változása | Lakosság változása | Lakosság változása | Lakosság változása | Lakosság változása | Lakosság változása | Lakosság változása | Lakosság változása | Lakosság változása | Lakosság változása | Lakosság változása | Lakosság változása | Lakosság változása |
| ------------------ | ------------------ | ------------------ | ------------------ | ------------------ | ------------------ | ------------------ | ------------------ | ------------------ | ------------------ | ------------------ | ------------------ | ------------------ | ------------------ | ------------------ | ------------------ |
| 1857               | 1869               | 1880               | 1890               | 1900               | 1910               | 1921               | 1931               | 1948               | 1953               | 1961               | 1971               | 1981               | 1991               | 2001               | 2011               |
| 231                | 242                | 207                | 248                | 284                | 345                | 280                | 398                | 228                | 233                | 246                | 109                | 67                 | 46                 | 4                  | 11                 |